# Лануго
Лану́го (от лат. lanugo — «пух, пушок») — первичный волосяной покров, образованный очень тонкими волосами, покрывающими тело плода млекопитающих (в том числе человека).
Лануго является первым типом волос, которые образуются в результате деятельности первых волосяных фолликулов, формирующихся внутриутробно. Лануго отличаются отсутствием пигментации и малой толщиной.

## У человека
Лануго имеется у плода в течение 8 месяцев и практически полностью выпадает до рождения. Первые волосы лануго появляются в возрасте около 12 недель. Большинство появляется на 28-й неделе и выпадает на 40-й неделе беременности. Иногда они остаются в небольших количествах на теле у доношенных новорождённых на протяжении 1—2 недель. Они выполняют защитную функцию, когда организм выделяет восковидное вещество (первородная смазка), они его задерживают. У недоношенных имеется более выраженный и густой волосяной покров лануго, который затем также выпадает. Разговорные названия его — «кочерга» или «щетинка новорождённых».
В некоторых редких случаях лануго остаётся надолго, с возрастом покрывая всё тело человека, кроме ладоней и подошв. Такое проявление характерно для врождённого ланугинозного гипертрихоза (синдром Вольфмана), сочетающегося с гиподонтией или анодонтией и аномалиями наружных частей уха.